# نافسیلین
نافسیلین سدیم (به انگلیسی: Nafcillin Sodium)
رده درمانی: آنتی‌بیوتیک‌ها .
اشکال دارویی: آمپول
نافسیلین سدیم از دسته پنی‌سیلین‌های مقاوم به بتالاکتاماز است. این دارو طیف باریک‌تری نسبت به پنی‌سیلین دارد ولی در برابر ارگانیسم‌های تولیدکننده بتالاکتاماز همچون استافیلوکوک اورئوس اثر خوبی دارد.

## موارد مصرف
نافسیلین سدیم برای درمان عفونت‌های ناشی از گونه‌های استافیلوکوکسی که پنی‌سیلیناز تولید می‌کنند تجویز می‌شود. همچنین در آزمایشگاه‌های پزشکی برای تعیین حساسیت باکتریایی به کار می‌رود.

## مکانیسم اثر
این دارو همانند سایر بتالاکتامها با اتصال به پروتئین متصل شونده به پنی‌سیلین (PBP) باعث مهار ترانس پپتیدازها می‌شود و باعث ممانعت از ساخت پپتیدو گلیکانهای دیواره سلولی باکتری و تخریب دیواره سلولی باکتری می‌شود. تغییر ساختار شیمیایی آن را مقاوم به آنزیم بتالاکتاماز تولید شده توسط برخی باکتریها ساخته است.

## طیف ضد میکروبی
باکتریهای حساس شامل:
- انواع استافیلوککها به جز استافهای مقاوم به متی‌سیلین (Methicillin resistant staph aureus, MRSA)
- استرپتوکک پیوژن، پنوموکک و بعضی انواع ویریدنس.
- این دارو علیه استرپها و استافهای حساس به پنی‌سیلین اثر کمتری دارد و بر روی انتروکک بی‌اثر است.

## مقاومت
مکانیزم ایجاد مقاومت تغییر در ساختار پروتئین متصل شونده به پنی‌سیلین (PBP) است و نه بتالاکتاماز. چنین مقاومتی میان سایر انواع مقاوم به پنی‌سیلیناز همچون کلوگزاسیلین و همچنین سفالوسورینها مشترک است.

## اشکال دارویی
این دارو جذب خوراکی ندارد و به صورت تزریقی تجویز می‌شود.

## عوارض جانبی
واکنش‌های حساسیتی شامل کهیر، تب، درد مفاصل، آنژیوادم، شوک آنافیلاکتیک در بیمارانی که دچار حساسیت مفرط می شوند، با مصرف این دارو گزارش شده است. همچنین ترومبوفلبیت و آسیب بافتی در محل تزریق وریدی این دارو مشاهده شده است. این دارو سایر عوارض گروه پنی‌سیلینها را نیز دارد.